# Robert Dwayne Gruss

Lo stemma di mons. Robert Dwayne Gruss come vescovo di Rapid City

Robert Dwayne Gruss (Texarkana, 25 giugno 1955) è un vescovo cattolico statunitense, dal 24 maggio 2019 vescovo di Saginaw.

## Biografia
Robert Dwayne Gruss è nato a Texarkana, in Arkansas, il 25 giugno 1955.

### Formazione e ministero sacerdotale
Ha frequentato la Saint John Elementary School e l'Edgerton Community High School a Edgerton dal 1970 al 1973. Nel 1975 ha ottenuto un associates degree in ingegneria civile presso il Madison Area Technical College a Madison e nel 1979 la licenza di pilota commerciale presso la Spartan School of Aeronautics a Tulsa. Per alcuni anni è stato pilota di linea ed insegnante di aviazione. Entrato in seminario, ha studiato presso la Saint Ambrose University a Davenport dal 1988 al 1990. Nel 1990 è stato inviato a Roma per studi. Ha preso residenza presso il Pontificio collegio americano del Nord. Nel 1993 ha conseguito il baccalaureato in teologia e l'anno successivo il Master of Arts in teologia spirituale presso la Pontificia università "San Tommaso d'Aquino". Nel 1999 ha ottenuto il diploma in spiritualità presso l'Institute of Priestly Formation a Omaha.
Il 2 luglio 1994 è stato ordinato presbitero per la diocesi di Davenport da monsignor William Edwin Franklin. In seguito è stato vicario parrocchiale della parrocchia di San Paolo Apostolo a Davenport dal 1994 al 1997; vicario parrocchiale delle tre parrocchie della contea Marion (Sant'Antonio a Knoxville, Sacro Cuore a Melcher e Santa Maria a Pella) dal 1997 al 1999; parroco della parrocchia di Santa Maria a Pella dal 1999 al 2004; direttore delle vocazioni sacerdotali dal 2004 al 2007; cancelliere vescovile, direttore della propagazione della fede e responsabile del programma di assistenza per le vittime di abusi sessuali dal 2005 al 2007; vice-rettore e direttore della formazione umana del Pontificio collegio americano del Nord dal 2007 al 2010 e rettore e parroco della cattedrale del Sacro Cuore a Davenport dal luglio del 2010. Nel 2007 è stato nominato cappellano di Sua Santità.

### Ministero episcopale
Il 26 maggio 2011 papa Benedetto XVI lo ha nominato vescovo di Rapid City. Ha ricevuto l'ordinazione episcopale il 28 luglio successivo nel Rushmore Plaza Civic Center a Rapid City dall'arcivescovo metropolita di Saint Paul e Minneapolis John Clayton Nienstedt, co-consacranti il vescovo di Fargo Samuel Joseph Aquila e quello di Davenport Martin John Amos. Durante la stessa celebrazione ha preso possesso della diocesi.
Nel marzo del 2012 ha compiuto la visita ad limina.
Nel 2017 ha aperto la causa di beatificazione di Alce Nero, uomo di medicina della tribù Lakota.
Il 24 maggio 2019 papa Francesco lo ha nominato vescovo di Saginaw. Ha preso possesso della diocesi il 26 luglio successivo.
Nel dicembre del 2019 ha compiuto una seconda visita ad limina.
È membro del consiglio aziendale della St. Ambrose University a Davenport; membro del consiglio episcopale dell'Associazione Radio Cattolica; moderatore episcopale dell'Istituto Papa Leone XIII; membro del consiglio consultivo episcopale dell'Institute of Priestly Formation a Omaha; rappresentante della regione ecclesiastica VIII presso l'Associazione nazionale dei cappellani cattolici e membro consiglio di amministrazione del Pontificio collegio americano del Nord.

## Genealogia episcopale
La genealogia episcopale è:
- Cardinal Scipione Rebiba
- Cardinale Giulio Antonio Santori
- Cardinale Girolamo Bernerio, O.P.
- Arcivescovo Galeazzo Sanvitale
- Cardinale Ludovico Ludovisi
- Cardinale Luigi Caetani
- Cardinale Ulderico Carpegna
- Cardinale Paluzzo Paluzzi Altieri degli Albertoni
- Papa Benedetto XIII
- Papa Benedetto XIV
- Papa Clemente XIII
- Cardinale Marcantonio Colonna
- Cardinale Giacinto Sigismondo Gerdil, B.
- Cardinale Giulio Maria della Somaglia
- Cardinale Carlo Odescalchi, S.I.
- Cardinale Costantino Patrizi Naro
- Cardinale Lucido Maria Parocchi
- Papa Pio X
- Cardinale Gaetano De Lai
- Cardinale Raffaele Carlo Rossi, O.C.D.
- Cardinale Amleto Giovanni Cicognani
- Cardinale Pio Laghi
- Cardinale Adam Joseph Maida
- Arcivescovo John Clayton Nienstedt
- Vescovo Robert Dwayne Gruss

## Araldica
| Stemma | Titolare                               | Descrizione |
|        | Robert Dwayne Gruss Vescovo di Saginaw | Partito saldato: al primo d'argento alla croce di rosso, caricata da una stella (6) d'argento e accantonata da quattro fiamme di rosso; al secondo d'argento, alla croce a stella (8) d'azzurro, caricata di un bisante del campo al Sacro Cuore di rosso, fiammeggiante d'oro, cimato di una croce di rosso e accantonata da quattro crocette trifogliate fitte di nero. Ornamenti esteriori da vescovo. Motto: "No greater love". |